# Lawn
Lawn – miasto w Stanach Zjednoczonych, w stanie Teksas, w hrabstwie Taylor.